# Колі Сако
Колі Сако (фр. Coli Saco, нар. 15 травня 2002, Кретей) — французький і малійський футболіст, півзахисник італійського клубу «Наполі».
Виступав за молодіжну збірну Малі.

## Клубна кар'єра
Народився 15 травня 2002 року у французькому Кретеї. Вихованець юнацьких команд футбольних клубів «Гавр» та «Сошо». 2020 року перебрався до Італії, спочатку до системи «Мілана», а згодом до «Наполі».
У дорослому футболі дебютував 2022 року виступами на правах оренди з «Наполі» за третьоліговий «Про Верчеллі». Протягом одного сезону, взявши участь у 34 матчах чемпіонату. Більшість часу, проведеного у складі «Про Верчеллі», був основним гравцем команди.
Наступний сезон 2023/24 відіграв також в оренді на рівні Серії C, цього разу у складі «Анкони». 

## Виступи за збірну
З 2023 року залучається до складу молодіжної збірної Малі. На молодіжному рівні зіграв у 5 офіційних матчах.
2024 року включений до заявки олімпійської збірної Малі для участі у футбольному турнірі на тогорічних Олімпійських іграх у Парижі.

## Статистика виступів

### Статистика клубних виступів
Станом на 24 липня 2024
| Сезон             | Команда           | Чемпіонат         | Чемпіонат | Чемпіонат | Національний кубок | Національний кубок | Національний кубок | Континентальні кубки | Континентальні кубки | Континентальні кубки | Інші змагання | Інші змагання | Інші змагання | Усього | Усього | Усього |
| Сезон             | Команда           | Ліга              | Ігор      | Голів     | Ліга               | Ігор               | Голів              | Ліга                 | Ігор                 | Голів                | Ліга          | Ігор          | Голів         | Ігор   | Голів  |        |
| ----------------- | ----------------- | ----------------- | --------- | --------- | ------------------ | ------------------ | ------------------ | -------------------- | -------------------- | -------------------- | ------------- | ------------- | ------------- | ------ | ------ | ------ |
| 2022–23           | «Про Верчеллі»    | C                 | 34        | 3         | КІ+КІ-C            | 0                  | 0                  |                      | -                    | -                    |               | -             | -             | 34     | 3      |        |
| 2023–24           | «Анкона»          | C                 | 31        | 7         | КІ+КІ-C            | 0+1                | 0                  |                      | -                    | -                    |               | -             | -             | 32     | 7      |        |
| Усього за кар'єру | Усього за кар'єру | Усього за кар'єру | 65        | 10        |                    | 1                  | 0                  |                      | -                    | -                    |               | -             | -             | 66     | 10     |        |